# Taraxacum bracteatum
Taraxacum bracteatum — вид квіткових рослин з родини айстрових (Asteraceae). Вид зростає в Європі: Англія, Уельс, Шотландія, Північна Ірландія, Ірландія, Данія, Норвегія, Швеція, Фінляндія, Нідерланди, Бельгія, Німеччина, Швейцарія, Польща, Чехія, Франція; інтродукований до Австралії; це багаторічна рослина помірних біомів.